# Политика (управление)
Поли́тика в управлении — это система принципов для принятия решений и достижения оптимальных результатов. Политика направляет действие на достижение генеральных целей при выполнении конкретных задач. Путём распределения направлений, которым нужно следовать, она объясняет основные механизмы, каким образом должны быть достигнуты цели. Политика оставляет свободу манёвра в последовательных действиях.

## Из истории понятия
Макс Вебер указывает, что политика — общее управленческое понятие, уточняя при этом, что второе его значение связано с функционированием государства:

Что мы понимаем под политикой? Это понятие имеет чрезвычайно широкий смысл и охватывает все виды деятельности по самостоятельному руководству. Говорят о валютной политике банков, о дисконтной политике Имперского банка, о политике профсоюза во время забастовки; можно говорить о школьной политике городской или сельской общины, о политике правления, руководящего корпорацией, наконец, даже о политике умной жены, которая стремится управлять своим мужем. Конечно, сейчас мы не берем столь широкое понятие за основу наших рассуждении. Мы намереваемся в данном случае говорить только о руководстве или оказании влияния на руководство политическим союзом, то есть в наши дни — государством.
— Вебер М. Политика как призвание и профессия
Толкотт Парсонс, развивая понятие социального действия, введённое Вебером, отождествил политику с функцией целедостижения в системе социальных действий.

## Общая характеристика
Политика — это заявление о намерениях, которые реализуются через процедуры или регламенты. Политика, изложенная в виде руководящего документа, как правило, принимается высшим руководящим органом организации, в то время как процедуры или протоколы разрабатываются и принимаются её старшими руководителями.
Термин может применяться для правительства, частного сектора, организаций и групп, а также индивидов. Указы Президента, политика конфиденциальности корпораций и парламентские процедуры — всё это примеры политики. Политика отличается от правил или закона. В то время как закон может вынудить или запретить определенный тип поведения (например, закон, требующий уплаты налогов на доходы), политика — это просто направляющие действия, которые с наибольшей вероятностью позволят достичь желаемого результата.
В самоорганизующихся гражданских обществах политику можно наблюдать во взаимодействии между определёнными группами людей, различающихся по взглядам на основы управления и постановку задач, целей, как например, политические партии, оперирующие различной общественно-политической лексикой и идеологемами. В корпоративных, академических, религиозных учреждениях различия больше заметны по школам подготовки специалистов, мировоззрению, приоритету целей, этнокультурным, культовым, родственным, или материальным предпочтениям. Политика определяет стратегию отношений с другими субъектами через общность или конкуренцию интересов (государство, организация, индивид) во всех сферах взаимоотношений.
Политика может помочь как в субъективных, так и в объективных аспектах принятия решений. В субъективных аспектах политика помогает, если необходимо сравнить ряд факторов перед принятием решения (например, баланс между работой и жизнью). В объективных аспектах политика носит, как правило, оперативный характер (например, политика защиты паролей).
Политика может также относиться к процессу принятия важных организационных решений, в том числе к определению альтернатив, таких как инвестиционная политика или расходные приоритеты, и выбору между ними, исходя из воздействия, которое они будут иметь на будущее государства или фирмы. В корпоративных финансах учётная политика оказывает существенное влияние на финансовую отчетность. Маркетинговая и ценовая политика влияют на занимаемую долю рынка и доходы корпораций. Кадровая и техническая политика определяют особенности производственного процесса на предприятии.

## Влияние

### Преднамеренные эффекты
Планируемые последствия политики широко варьируют в зависимости от организации и контекста. В целом, политика, как правило, вводится, чтобы избежать некоторых негативных явлений, которые были замечены в организации, или добиться каких-либо положительных выгод.
Корпоративная политика закупок — пример того, каким образом организации пытаются избежать негативных последствий. Многие крупные компании придерживаются политики, что все покупки выше определенной величины должны осуществляться через формализованный процесс закупки.
Штат Калифорния даёт пример политики, направленной на поиск выгод. В последние годы число гибридных автомобилей в Калифорнии резко возросло, отчасти из-за изменений в федеральном законе, который предоставил 1500 долларов налоговых льгот, а также разрешил использование выделенных полос для владельцев гибридов (эти льготы больше недоступны для новых гибридных транспортных средств). В этом случае государство создало эффект дополнительных выгод от владения и использования гибридных транспортных средств.

### Непреднамеренные эффекты
Политика часто имеет побочные эффекты или нежелательные последствия, потому что среда, на которую она стремится влиять, является, как правило, сложной адаптивной системой (например, правительства, общества, крупные компании), вследствие чего политика может иметь контринтуитивные результаты. Если, например, правительство решает поднять налоги, рассчитывая на увеличение налоговых поступлений, то при определённой степени увеличения налогов налоговые поступления могут, вопреки ожиданиям, не только не увеличиться, но даже сократиться в силу оттока капитала или сокращения стимулов зарабатывания денег (см. Кривая Лаффера.)

## Политический цикл
В политологии, политический цикл является инструментом, используемым для анализа развития какого-либо элемента политики. Это эмпирическое правило сыграло весомую роль в том, как политологи смотрят на политику в целом, оно основано на работе Гарольда Ласуэлла.
Одна версия этого правила выделяет следующие этапы:
1. Определение повестки дня (идентификация проблемы) — признание проблемы, требующей дальнейшего внимания.
2. Формулирование политики — включает в себя изучение вариантов или альтернативных действий для решения проблемы (оценка, диалог, формулирование и обобщение).
3. Принятие решения — определение направления действий, нужно ли сохранить статус-кво или изменить его (решения могут быть «позитивные», «негативные», или «не-действие»).
4. Осуществление — конечное вынесенное ранее решение применяется на практике.
5. Оценка — оценивается эффективность политики с точки зрения её намерений и результатов.

Восьмишаговый политический цикл разработан в деталях в The Australian Policy Handbook Питера Бриджмена и Глин Дэвис (теперь с соавторстве с Кэтрин Альтхаус в 4-м и 5-м изданиях):
1. Идентификация проблемы
2. Анализ
3. Консультации (пронизывают весь процесс)
4. Развитие инструментов
5. Координация и образование коалиций
6. Формирование программы: принятие решений
7. Осуществление политики
8. Оценка результатов

## Документирование
Политика, как правило, обнародуется путём издания официальных письменных документов. Программные документы часто проходят с одобрения исполнительной власти в организации, чтобы узаконить политику и продемонстрировать, что она считается вступившей в силу. Такие документы часто имеют стандартные форматы, принятые в данной организации. Хотя такие форматы зачастую различаются, программные документы обычно содержат некоторые стандартные компоненты, в том числе:
- Определение целей, с изложением, почему организация выпускает эту политику, и что является требуемым от неё эффектом.
- Определение области применения — описание того, кто влияет на политику и какие действия влияют на неё. Это используется, чтобы сфокусировать политику на требуемых целях, и избежать непреднамеренных последствий там, где это возможно.
- Дата вступления в силу. Изредка можно найти политику с обратной силой.
- Раздел обязанностей. Например, в закупочной политике может быть определено, что для обработки заявок на закупку создаётся отдельное подразделение.

## Типологии
Теодор Лоуи, известный американский политолог, предложил разделить политику на несколько видов, а именно распределительную (перераспределительную), регуляторную, учредительную в своей статье «Four systems of Policy, Politics and Choice».
- Распределительная политика — задаёт параметры распределения товаров и услуг и расходов на них между членами организации. Примерами являются государственная политика, которая влияет на расходы на социальное обеспечение, народное образование, дороги и общественную безопасность, или политика материального стимулирования в организации.
- Регуляторная политика — устанавливает ограничения на самостоятельные действия лиц и организаций, или иным образом вводит определённые типы поведения. Примером государственной регуляторной политики является ограничение скоростного режима.
- Учредительная политика — направлена на создание органов управления или принятие новых законов.